# Пировано, Умберто IV да
Умберто IV да Пировано (Uberto Da Pirovano) — католический церковный деятель XIII века. Был каноником кафедрального капилута Валенсии, Мальорки и Монца. В 1205 году стал кардиналом-священником. 11 декабря 1206 года был избран архиепископом Милана, интронизация прошла 11 апреля 1207 года.